# Heinrich Peyer
Heinrich Peyer (ur. 1816 w Wiedniu, zm. po 1854) –  austriacki malarz.
Peyer studiował w Akademii Sztuk Pięknych w Wiedniu w latach 1839–1843.
Pracował w Wiedniu jako malarz pejzażysta, podróżował po ziemiach koronnych monarchii austro-węgierskiej, w tym po Węgrzech, Morawach i Górnej Austrii, a także odwiedził Bawarię, a nawet Wołyń. W latach 1844–1854 pokazywał swoje prace na wystawach Akademii Wiedeńskiej w St. Annahof, a w latach 1852– 1854 na comiesięcznych wystawach Austriackiego Związku Sztuki.
Artysta opublikował „Album widoków Wołynia”. Reszta jego życia po 1854 roku pozostaje nieznana. Widok Gorycji jest datowany na 1877.